# Bourgogne-Fresne
Bourgogne-Fresne es una comuna nueva francesa situada en el departamento de Marne, en la región de Gran Este.

## Historia
Fue creada el 1 de enero de 2017, en aplicación de una resolución del prefecto de Marne de 27 de julio de 2016, con la unión de las comunas de Bourgogne y Fresne-lès-Reims, pasando a estar el ayuntamiento en la antigua comuna de Bourgogne.

## Demografía
| Gráfica de evolución demográfica de Bourgogne-Fresne entre 1800 y 2019 |
|                                                                        |

Los datos entre 1800 y 2013 son el resultado de sumar los parciales de las dos comunas que forman la nueva comuna de Bourgogne-Fresne, cuyos datos se han cogido de 1800 a 1999, para las comunas de Bourgogne y Fresne-lès-Reims, de la página francesa EHESS/Cassini. Los demás datos se han cogido de la página del INSEE.

## Composición
| Comuna delegada  | Código INSEE | Población (2013) | Superficie (km²) | Densidad (hab./km²) |
| ---------------- | ------------ | ---------------- | ---------------- | ------------------- |
| Bourgogne        | 51075        | 992              | 14.38            | 69                  |
| Fresne-lès-Reims | 51261        | 425              | 12.46            | 34                  |